# Gens Furia
La gens Furia, originalmente escrito Fusia, fue una de las más antiguas y nobles casas patricias de la Antigua Roma. Sus miembros ocuparon los más altos puestos del estado durante el periodo de la República romana.  El primero de los Furii que logró el consulado fue Sexto Furio en 488 a. C.

## Origen de la gens
La antigüedad de los Furii está confirmada por la forma antigua del nomen, Fusius, encontrado en los primeros días de la República. Un proceso similar derivó los nomina Papirius, Valerius y Veturius de Papisius, Valesius y Vetusius. La historia nos deja en oscuridad en cuanto al origen de la gens Furia; pero, de inscripciones sepulcrales encontradas en Tusculum, vemos que el nombre Furius era muy común en aquel sitio, y por ello, generalmente se infirió que la gens Furia, como la Fulvia, había provenido de Tusculum.
Cuando el primer miembro de la gens, Sexto Furio Medulino, aparece en la historia, es sólo cinco años después del tratado que Espurio Casio concluyó con los latinos, a quienes pertenecían los tusculanos; la suposición del origen tusculano de la gens Furia no parece en absoluto improbable. Aun así, el cognomen Medullinus, al cual perteneció la rama más vieja de la gens, puede indicar que la familia provino de la antigua ciudad latina de Medullia, la cual fue conquistada por Anco Marcio, el cuarto rey de Roma, hacia el fin del siglo VII a. C.
El nomen Furius es un apellido patronímico derivado de Fusus, aparentemente un antiguo praenomen que había caído fuera de uso antes del tiempo histórico. Este nombre fue preservado, aun así, como cognomen utilizado por muchos de los primeros Furii, incluyendo las familias de los Medullini y los Pacili. Cossus, un apellido de la gens Cornelia, que revivió más tarde como praenomen, puede haber tenido un origen similar.

## Ramas

### Furios Tempranos
Spurius Fusius, designado por los sacerdotes romanos para realizar un juramento ritual en nombre de la ciudad antes del combate de los Horacios y los Curiatii, durante el reinado de Tulo Hostilio.